# Chlorurus perspicillatus
Chlorurus perspicillatus е вид бодлоперка от семейство Scaridae. Видът не е застрашен от изчезване.

## Разпространение и местообитание
Разпространен е в Малки далечни острови на САЩ (Атол Джонстън) и САЩ (Хавайски острови).
Обитава морета, лагуни и рифове. Среща се на дълбочина от 1 до 29 m, при температура на водата от 22,5 до 26,7 °C и соленост 34,6 – 35,3 ‰.

## Описание
На дължина достигат до 60,9 cm, а теглото им е максимум 7000 g.